# James Furman Kemp

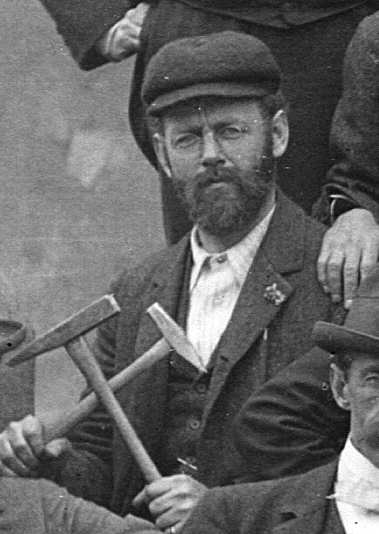
James Furman Kemp

James Furman Kemp, född 1859 i New York, död 1926, var en amerikansk geolog.
Kemp tog examen vid Amherst College 1881 och vid Columbia School of Mines 1884. Han blev filosofie hedersdoktor vid Amherst College 1906 och juris hedersdoktor vid McGill University 1913. Kemp var verksam vid Columbia University och vid delstaten New Yorks och USGS undersökningar av Adirondack Mountains. Han var styreleledamot och vetenskaplig ledare vid New York Botanical Garden (från 1898), och föreläste i geologi vid Johns Hopkins University, Massachusetts Institute of Technology och McGill University. Han blev korresponderande ledamot av Geologiska Föreningen i Stockholm 1911.
Utöver talrika artiklar utgav han Ore Deposits of the United States and Canada (1893; tredje omarbetade upplagan 1900) och Handbook of Rocks (1896; femte upplagan 1911).